# Lolita Lempicka
Lolita Lempicka es el seudónimo de Josiane Maryse Pividal (n. Burdeos, 1954), una diseñadora de moda francesa que comercializa sus creaciones con la marca Lolita Bis. En 1985, ella instaló un taller de costura en el barrio Le Marais de París. Su apodo es una mezcla del concepto «lolita» y el apellido de la pintora polaca Tamara de Lempicka.